# یواس‌اس ان-۳ (اس‌اس-۵۵)
یواس‌اس ان-۳ (اس‌اس-۵۵) (به انگلیسی: USS N-3 (SS-55)) یک زیردریایی بود که طول آن ۱۴۷ فوت ۳ اینچ (۴۴٫۸۸ متر) بود. این زیردریایی در سال ۱۹۱۷ ساخته شد.